# Instrucción Cívica (banda)
Instrucción Cívica fue un dúo de rock, pop y new wave originaria de Buenos Aires, Argentina. Estuvo formado por Julián Benjamín y Kevin Johansen. La actividad de la banda, se desarrolló durante gran parte de la década de los ochenta

## Historia
El artista Julián Benjamín y el cantante estadounidense-argentino Kevin Johansen, se conocieron en la escuela primaria y muy pronto los une la pasión por la música. Al terminar la escuela, forman un grupo llamado "Zaratustra" con la incorporación de los hermanos Roberto y Daniel Krause. Ese mismo año Julián conoce a Fernando Samalea y lo invita a formar parte de su proyecto experimental, la  "Agitese antes de usar jazz rock & pop experimental band".
Zaratustra graba dos canciones y los hermanos Krause abandonan el proyecto luego de un accidentado concierto. Con el estudio reservado para grabar nuevas canciones, Julian invita a Fernando Samalea a tomar parte de las mismas. El rol de bajista, es ocupado por Gustavo Donés, posterior bajista de Suéter.
Con el contrato para grabar su primer disco se reincorpora Daniel Krause en bajo y la banda se completa con Fernando Samalea en batería, percusión y programación, Kevin Johansen en guitarras, voces y coros y Julián Benjamín en piano, teclados, voces y coros. Se unen, además, Alejandro Terán en clarinete  y Axel Krygier en flauta.
Instrucción Cívica grabó dos discos y formó parte de la primera camada de grupos argentinos de los ochenta en trascender sus fronteras con sus discos y conciertos masivos. El grupo que graba su segundo álbum de estudio y contará con: Kevin Johansen (voz y guitarra), Julian Benjamin (teclados, coros); Ariel Mesch (guitarra), Daniel Krause (bajo), Ariel Senderowich (batería)..
La canción «Obediencia debida», fue un referente de aquellos años. Después de su segunda placa homónima, el grupo se disuelve.  
Separado el grupo, Kevin Johansen parte a Estados Unidos donde continua su carrera musical durante varios años. Hacia el año 2000 regresa a Buenos Aires donde actualmente acaba de lograr gran repercusión con su último trabajo.
Julian Benjamin también continúa su carrera en solitario en España -donde reside desde el año 2001- y lleva dos discos editados.

## Discografía
- Obediencia debida (1986)
- Instrucción Cívica (1987)